# アメリカン・ヘアレス・テリア
アメリカン・ヘアレス・テリア（英：American Hairless Terrier）とは、アメリカ合衆国の珍しいテリア犬種である。アメリカン・ラット・テリアのヘアレス版で、古くから存在するヘアレス犬種がそれぞれ固有に生い立ったものであることを証明する重要な生き証人でもある。

## 歴史
1972年、通常のアメリカン・ラット・テリアから突然変異によって生まれた無毛の個体が基礎になっている。この雌犬はジョセフィーヌ号という名前を得、アメリカン・ヘアレス・テリアの母として愛好家に知られている。ジョセフィーヌが無毛で生まれたのは偶然のことで、彼女は血統書付きの有毛の（通常の）アメリカン・ラット・テリアの家系の犬であったことから、古来から存在するヘアレス犬種の生い立ちを知るという研究を兼ねて愛玩犬種として固定することが決定された。ジョセフィーヌを数頭のアメリカン・ラット・テリアと交配させ、その子孫と交配8年目にしてようやく生まれた雄の無毛のアメリカン・ラット・テリアを掛け合わせ、アメリカン・ヘアレス・テリアが作り出された。ちなみにその雄犬の名前はスヌーピー号といい、現在の本種の肌色の多くは彼のものとほぼ同じであるといわれている。
時々通常のアメリカン・ラット・テリアの血を入れることで遺伝子プールの幅を広げ、完成後すぐに犬種クラブも設立された。FCIやアメリカンケネルクラブなどにはまだ公認されていないが、ユナイテッドケネルクラブには2004年1月に公認された。現在は原産国でもまだまだ珍しい存在で、原産国以外ではほとんど飼育されていない。なお、ヘアレス犬種の生い立ちなどに関する調査は現在も続行中であるといわれるが、内容はほとんど非公開でどれほど進行しているかはよく分かっていない。

## 特徴
ヘアレス犬種であるため、体には全く毛が生えていない。肌はなめらかであたたかく、色は薄桃色を地としてブラックの斑があるもの。時々肌の色が純粋な薄桃色の個体も現れる。マズルは短くアップルヘッドで、目は大きく、耳は長めの立ち耳。体は引き締まっていて脚が長く、尾はサーベル形の垂れ尾。体高18～41cm、体重2.5～7kg（小型犬～中型犬相当）とサイズに幅があるため、スタンダードとトイにサイズ階級が分かれている。性格は好奇心旺盛で友好的である。
人懐こくペットとして飼育するのに良く向いた犬種であるが、もとがテリア犬種であるためネズミなどの小型獣を近づけないようにするのが鉄則である。歯は通常の犬種に比べて足りない傾向にあり、咀嚼力に欠けるが硬いものが全く食べられないというわけではない。むしろ、アゴと脳を刺激しストレス解消することを兼ねて豚の骨や牛のアキレス腱などの硬めのおやつを時々与えることが推奨されている。
肌は乾燥に弱いため、専用のクリームを使ってケアを行う。無論毛が無いため寒さに弱いので、冬季の散歩時には洋服を着せることが大切である。又、暑さには比較的強いがショー用として飼うには下記の日焼けにも気をつける必要がある。運動量は普通で、テリア特有の気の荒っぽさも無いため、肌の手入れのめんどくささを除けば飼育しやすい犬種である。
なお、アメリカン・ヘアレス・テリアのパウダーパフ個体の容姿はアメリカン・ラット・テリアとほとんど大差が無い。

## 参考
- 『日本と世界の愛犬図鑑2007』（辰巳出版）佐草一優監修
- 『デズモンド・モリスの犬種事典』デズモンド・モリス著書、福山英也、大木卓訳 誠文堂新光社、2007年
- 『日本と世界の愛犬図鑑2009』（辰巳出版）藤原尚太郎編・著